# 8282 Delp
8282 Delp eller 1991 RR40 är en asteroid i huvudbältet som upptäcktes den 10 september 1991 av den tyske astronomen Freimut Börngen vid Tautenburg-observatoriet. Den är uppkallad efter Alfred Delp.
Asteroiden har en diameter på ungefär 11 kilometer och den tillhör asteroidgruppen Themis.